# Belavadi, Shrirangapattana
Belavadi là một làng thuộc tehsil Shrirangapattana, huyện Mandya, bang Karnataka, Ấn Độ.